# Prefektura ekonomických záležitostí Apoštolského stolce
Prefektura ekonomických záležitostí Apoštolského stolce byl úřad Papežské kurie založený 15. srpna 1967 apoštolskou konstitucí Regimini Ecclesiae universae pověřený dohledem nad všemi úřady Svatého stolce, které spravují finance, bez ohledu na jejich míru autonomie.

## Popis
Prefektura nespravovala finance sama o sobě, ale místo toho prověřovala rozvahy a rozpočty úřadů. Poté každoročně připravovala a zveřejňovala obecnou finanční zprávu.
Vatikánská banka, která nespravuje majetek Svatého stolce, nebyla pod dohledem prefektury.
Roku 2016 byla prefektura zrušena a její pravomoc přešla do Ekonomickému sekretariátu.

## Seznam předsedů
- Angelo Dell'Acqua (1967-1968)
- Egidio Vagnozzi (1968-1980)
- Giuseppe Caprio (1981-1990)
- Edmund Casimir Szoka (1990-1997)
- Sergio Sebastiani (1997-2008)
- Velasio De Paolis C.S. (2008-2011)
- Giuseppe Versaldi (2011-2015)

## Seznam sekretářů
- Raymond Philip Etteldorf (1967-1968)
- Mario Schierano (1969-1971)
- Giovanni Angelo Abbo (1971-1985)
- Luigi Sposito (1992-1997)
- Francesco Saverio Salerno (1997-1998)
- Franco Croci (1999-2007)
- Vincenzo Di Mauro (2007-2010)
- Lucio Ángel Vallejo Balda (2011-2016)